# Gérard Bocholier
 (octobre 2024).
Si vous disposez d'ouvrages ou d'articles de référence ou si vous connaissez des sites web de qualité traitant du thème abordé ici, merci de compléter l'article en donnant les références utiles à sa vérifiabilité et en les liant à la section « Notes et références ».
Gérard Bocholier, né en 1947 à Clermont-Ferrand, est un poète français. Agrégé de lettres, il a été professeur de lettres classiques en hypokhâgne au lycée Blaise Pascal de Clermont-Ferrand jusqu'en 2010. Il dirige la revue Arpa ; en outre, il  a  tenu une chronique de poésie à la NRF et donné des articles de critique à la Revue de Belles-Lettres publiée à Genève. Il est responsable de la rubrique poésie de l'hebdomadaire La Vie. Il tient une chronique de poésie sur le site internet "Recours au poème". Il collabore également à la revue Etudes.

## Biographie
Gérard Bocholier est né à Clermont-Ferrand en 1947 dans une vieille famille de vignerons de la Limagne, originaire de Monton (commune de Veyre-Monton, dans le Puy-de-Dôme) et est franc-comtois par sa famille maternelle (Les Fourgs, dans le Doubs). Il a passé son enfance et son adolescence à Monton, que les poèmes en prose du Village emporté évoquent avec ses habitants. La lecture de Pierre Reverdy à qui il consacrera deux essais détermine en grande partie sa vocation. Il reçoit en 1971, des mains de Marcel Arland, directeur de la NRF, le prix « Paul Valéry » réservé à un poète étudiant. Agrégé des lettres la même année, il a enseigné d’abord 4 ans à Aurillac avant d’être nommé professeur en hypokhâgne au lycée Blaise Pascal de Clermont-Ferrand et conseiller pédagogique. Il a participé en 1976, à Clermont-Ferrand, à la fondation de la revue de poésie Arpa, dont il est directeur depuis 1984. Des rencontres ont éclairé sa route : celle de Jean Grosjean, puis de Jacques Réda, qui l'accueillent à la NRF, dont il devient chroniqueur régulier de poésie à partir des années 1990, mais aussi l'amitié affectueuse d'Anne Perrier, poète de Suisse Romande, Grand Prix National de Poésie en France, dont il préface les œuvres en 1996.[réf. souhaitée]

## Œuvres

### Poèmes et  essais
- L'Ordre du Silence, Chambelland, 1975
- Le vent et l'homme, Éditions Rougerie, 1976
- L'arbre et la nuit, Éditions Rougerie, 1979
- Chemin de guet, Subervie, 1979
- Liens, Éditions Rougerie, 1981
- Lèvres, Rougerie, 1983
- Poésie en Auvergne, anthologie, Rougerie, 1983
- Pierre Reverdy, le phare obscur, Champ Vallon, 1984
- Terre de ciel, vignettes de Martine Mellinette, Cheyne éditeur, 1985
- Poussière ardente, Éditions Rougerie, 1987
- Si petite planète, vignettes de Martine Mellinette, Cheyne éditeur, 1989
- Secret des lieux, Éditions Rougerie, 1990
- Poèmes du petit bonheur, Hachette (Livre de poche), 1992
- Un chardon de bleu pur, Table Rase, 1992
- Terre prochaine, Éditions Rougerie, 1992
- Baudelaire en toutes lettres, Éditions Bordas, 1993
- Cinq poèmes-livres, éditions illustrées numérotées, aux éditions Grandir (1993)
- Voix secrète, L'Arrière-Pays, 1995
- Chants de Lazare, L'Arrière-Pays, 1998
- Le village et les ombres, L'Arbre, 1998
- Lueurs de fin, Éditions Rougerie, 2000
- La Veille, L'Estocade, 2000
- Les ombrages fabuleux, L'Escampette, 2003
- Du feu jeté, L'Arrière-Pays, 2004
- Le Démuni, Tarabuste, 2005
- La Venue, Éditions Arfuyen, 2006
- Jour au-delà, Éditions Rougerie, 2006
- Abîmes cachés, L'Arrière-Pays, 2010
- Psaumes du bel amour, Ad Solem, 2010, préface de Jean-Pierre Lemaire
- Belles saisons obscures, Arfuyen, 2012
- Psaumes de l'espérance, Ad Solem, 2012, envoi de Philippe Jaccottet
- Le Village emporté, L'Arrière-Pays, 2013
- Passant, La Porte, 2014
- Le poème exercice spirituel, Ad Solem, 2014
- Figures et miracles, bois gravés de Clément Leca, La Fenêtre ouverte, 2015
- Chant de patience, gravures de Philippe Chassang, Les Cahiers des passerelles, 2016
- Les Etreintes invisibles, L'herbe qui tremble, 2016
- Nuits, Ad Solem, 2016
- Les chemins tournants de Pierre Reverdy, Editions Tituli, 2016
- Les nuages de l'âme. Journal 1996-2016, Editions Pétra, 2016
- Frissons du jour, dessins et gravure d'Evelyn Dufour, L'atelier du Lierre, 2017
- Tisons , La Coopérative, 2018
- Un Chardon de bleu pur, L'herbe qui tremble, 2018
- Depuis toujours le chant, Arfuyen, 2019
- Psaumes de la Foi vive, Ad Solem, 2019
- Ainsi parlait Georges Bernanos, Arfuyen, 2019
- Frissons du jour, traduit en mandarin, édition bilingue, Editions You-Feng, 2019
- J'appelle depuis l'enfance, La Coopérative, 2020
- Une brûlante usure. Journal 2016-2017, Le Silence qui roule, 2020
- Ainsi parlait André Gide, Arfuyen, 2022
- Vers le Visage, Le Silence qui roule, 2023
- Cette allée qui s'efface, Arfuyen, 2024
- L'accueil du jour, Ad Solem, 2025

### Préfaces
- Anne Perrier, Œuvre poétique 1952-1994  (L'Escampette, 1996).
- Béatrice Douvre, Poèmes (L'Arrière-Pays, 1998).
- Jean-Pierre Boulic, L'Instant si fragile (Le Nouvel Athanor, 2005).
- Monique Saint-Julia, Claire-Voie (Éditions n & b, 2008).
- Olivier Verdun, Au gré des regs contondants (Editions de l'Atlantique, 2009).
- Janine Modlinger, Une lumière à peine (Éditions de l'Atlantique, 2012).
- Jean-Pierre Farines, Le portail gris bleu (Éditions de l'Atlantique, 2012).
- Janine Modlinger, Eblouissements (Ad Solem, 2014).
- Anne Goyen, Paroles données (Ad Solem, 2016).
- Christophe Mahy, Paysages du vent  (Noires Terres, 2017).
- Jacques Robinet, La nuit réconciliée (La Tête à l'envers, 2018).
- Nicolas Waquet, Dans l'ombre inscrit (Édition Unicité, 2021).
- Claude Tuduri, Mille ans comme un jour (Tituli, 2022)
- Camille Ganne, L'étreinte du jour  (Le Petit Pavé, 2022)
- François Graveline, Au beau milieu de soi (Atelier du grand Tétras, 2024)

### Ouvrages collectifs
- Lire Reverdy , Presses Universitaires de Lyon, 1990
- Reverdy aujourd'hui, Presses de l'École Normale Supérieure, 1991
- Pour saluer Robert Marteau, Champ Vallon, 1996
- Pierre-Albert Jourdan, Cahier Dix, Le Temps qu'il fait, 1996
- Le Pays Cadou, Le Vert Sacré, 2003
- Pierre-Alain Tâche. Une poétique de l'instant, Bibliothèque cantonale et universitaire de Lausanne, 2006
- Roger Munier, Cahier Dix-sept, Le Temps qu'il fait, 2010
- L'inquiétude de l'esprit ou pourquoi la poésie en temps de crise?, Editions Cécile Defaut, 2014
- Philippe Jaccottet Juste le poète, Revue Lettres no 1, Editions Aden, 2014
- Jean-Claude Pirotte, Classiques Garnier, 2015
- Les Cahiers de Recours au poème / Roger Munier, livre numérique, Editions Recours au poème, 2015
- Pierre-Albert Jourdan Ici, dans le débordement d'espace, Revue Lettres no 2, Editions Aden, 2016
- Poésie naissante, une anthologie contemporaine inédite, Le Bateau fantôme, 2017
- François Cheng, Les Cahiers de l'Herne, 2022
- Dans les sentiers de la Quête de joie (Patrice de La Tour du Pin), L'Herbe rouge, 2023
- Du milieu de nos jours. Poésie moderne et transcendance, Editions du Cerf, 2025

## Prix
- Prix Paul Valéry (1971)
- Prix Ilarie Voronca pour Chemin de guet (1978)
- Prix Albert Hennequin de la Société des Gens de lettres (1979) pour Chemin de guet
- Prix Louis-Guillaume pour Poussière ardente (1987)
- Grand prix de poésie pour la jeunesse pour Poèmes du petit bonheur (1991)
- Prix Jacques Normand de la Société des Gens de lettres (1991) pour Terre prochaine
- Prix Paul Verlaine 1994 (Maison de Poésie) pour l'ensemble de son œuvre
- Prix Louise Labé 2011 pour Abîmes cachés
- Prix François Coppée 2013 de l'Académie Française pour Psaumes de l'espérance

## Pour approfondir